# Xigangou
Xigangou (kinesiska: 西干沟, 西干沟乡) är en socken i Kina. Den ligger i den autonoma regionen Inre Mongoliet, i den norra delen av landet, omkring 400 kilometer öster om regionhuvudstaden Hohhot.
Genomsnittlig årsnederbörd är 544 millimeter. Den regnigaste månaden är juni, med i genomsnitt 131 mm nederbörd, och den torraste är januari, med 3 mm nederbörd.